# Neon
|  | Per a altres significats, vegeu «Neon (Cruesa)». |

Neon (en grec antic Νεών) va ser una antiga ciutat de Fòcida construïda segons la llegenda després de la guerra de Troia, situada al peu del puig Titorea a les muntanyes del Parnàs.
Durant les guerres mèdiques molts focis es van refugiar a Titorea i la ciutat de Neon va ser destruïda per l'exèrcit aquemènida de Xerxes I de Pèrsia l'any 480 aC, però més tard la van reconstruir.
Segons Pausànias durant la Tercera Guerra Sagrada l'exèrcit foci va ser derrotat en una batalla prop de Neon, i el seu general en cap, Filomel, es va suïcidar.
La ciutat va desaparèixer definitivament en data desconeguda i probablement va ser substituïda per una altra no gaire llunyana que es va dir Titorea. Les ruïnes de Titorea són possiblement a la moderna Velitza, i les de Neon serien a uns 7 o 8 km.